# شوتا فوجیساکی
شوتا فوجیساکی (انگلیسی: Shota Fujisaki؛ زادهٔ ۱۰ ژانویهٔ ۱۹۹۴) بازیکن فوتبال اهل ژاپن است.